# Custos rotulorum del Bedfordshire
Quella che segue è una lista dei custos rotulorum del Bedfordshire.
- John Mordaunt, I barone Mordaunt prima del 1544 – dopo il 1547
- Oliver St John, I barone St John di Bletso prima del 1558 – 1582
- John St John, II barone St John di Bletso prima del 1584 – 1596
- Oliver St John, III barone St John of Bletso 1596–1618
- Thomas Wentworth, I conte di Cleveland 1618–1667
- Oliver St John, II conte di Bolingbroke 1667–1681 con
- Robert Bruce, I conte di Ailesbury 1671–1685
- Thomas Bruce, II conte di Ailesbury 1685–1689
- Paulet St John, III conte di Bolingbroke 1689–1711

Dal 1711 la carica di custos rotulorum del Bedfordshire coincise con quella di lord luogotenente del Bedfordshire. Per vedere gli altri custos rotulorum del Bedfordshire vedi la pagina lord luogotenente del Bedfordshire.